# Oristà (kommunhuvudort)
Oristà är en kommunhuvudort i Spanien.   Den ligger i provinsen Província de Barcelona och regionen Katalonien, i den östra delen av landet, 500 km öster om huvudstaden Madrid. Oristà ligger 505 meter över havet och antalet invånare är 591.
Terrängen runt Oristà är kuperad åt nordost, men åt sydväst är den platt. Oristà ligger nere i en dal. Runt Oristà är det ganska glesbefolkat, med 31 invånare per kvadratkilometer. Närmaste större samhälle är Vic, 15,5 km öster om Oristà. I omgivningarna runt Oristà växer i huvudsak blandskog.